# بیفونازول
بیفونازول (انگلیسی: Bifonazole) (نام تجاری Canespor) یک داروی ضد قارچ از خانواده ایمیدازول است که به شکل پماد مصرف می‌شود.
این دارو در سال ۱۹۷۴ میلادی ثبت اختراع شد و در سال ۱۹۸۳ برای استفاده پزشکی تأیید شد. همچنین ترکیباتی با کاربامید برای درمان عفونت قارچی ناخن وجود دارد.

## عوارض جانبی
شایع‌ترین عارضه جانبی، احساس سوزش در محل استفاده است. واکنش‌های دیگر مانند خارش، اگزما یا خشکی پوست نادر است. بیفونازول یک مهارکننده قوی آروماتاز در شرایط آزمایشگاهی است.

## فارماکولوژی

### مکانیسم عمل
بیفونازول دارای عملکرد دوگانه است. این بیوسنتز ارگوسترول قارچی را در دو نقطه از راه تبدیل 24-methylendihydrolanosterol به desmethylsterol همراه با مهار HMG-CoA مهار می‌کند. این خاصیت قارچ کشی را در برابر درماتوفیت‌ها ایجاد می‌کند و بیفونازول را از سایر داروهای ضد قارچ متمایز می‌کند.

### فارماکوکینتیک
شش ساعت پس از مصرف، غلظت بیفونازول از ۱۰۰۰ میکروگرم بر سانتی‌متر مکعب در لایه شاخی تا ۵ میکروگرم بر سانتی‌متر مکعب در درم پاپیلاری متغیر است.